# José Antonio Zarzalejos Altares
José Antonio Zarzalejos Altares (Madrid, 1922-Madrid, 24 de septiembre de 2008) fue un político, abogado y fiscal español.

## Biografía
Nacido en Madrid en 1922, se licenció en Derecho por la Universidad de Madrid y fue técnico del Ministerio de la Presidencia del Gobierno y del Ministerio de la Gobernación. En 1950 ingresó en la carrera fiscal y llegó a ser fiscal de la Audiencia de Vitoria. Fue director general adjunto de Seguridad y delegado de Información y Turismo en Bilbao. El 11 de agosto de 1976 fue nombrado gobernador civil de Vizcaya y permaneció en el cargo hasta el 19 de enero de 1977, fecha en que dimitió en desacuerdo con la política llevada a cabo por el Gobierno en el País Vasco y la legalización de la ikurriña. En 1982 fue nombrado fiscal del Tribunal Supremo y llegó a ser vocal del Consejo General del Poder Judicial entre 1990 y 1996. Fue distinguido con la Gran Cruz de la Orden de San Raimundo de Peñafort. Falleció el 24 de septiembre de 2008 en Madrid, a los 86 años. Es padre de los periodistas Charo Zarzalejos y José Antonio Zarzalejos y del político Javier Zarzalejos.